# Cerithiopsis acontium
Cerithiopsis acontium là một loài ốc biển rất nhỏ, là động vật thân mềm chân bụng sống ở biển trong họ Cerithiopsidae. This species was được mô tả by malacologist American William Healey Dall năm 1889.

## mô tả
Độ dài vỏ lớn nhất ghi nhận được là 8 mm.

## Môi trường sống
Độ sâu nhỏ nhất ghi nhận được là 183 m. Độ sâu lớn nhất ghi nhận được là 183 m.